# 住吉廣賢
住吉 廣賢（すみよし ひろかた、1835年（天保6年） - 1883年（明治16年）5月30日））は、日本の幕末から明治時代前期に活躍した住吉派8代目絵師。初名は廣文。通称は、住吉家当主が代々名乗った内記。幼名は茂三郎。号は藤廼屋、等塵。

## 略伝
伊予松山藩の御用絵師遠藤廣實の三男として生まれる。遠藤家は元々江戸に住み、狩野興以の子・興甫に連なる一族だったとも推測されるが、少なくとも祖父・遠藤廣古の代には住吉派に転向し、江戸で松山藩に仕えるようになった。父・広實も父の跡を継いで松山藩に仕え、江戸幕府御用絵師・住吉廣行の弟子だった。廣賢も廣行の次男で住吉家を継いでいた住吉弘貫（廣定）に絵を学ぶ。実兄である遠藤廣宗・貫周は既に弘貫に学んでいる兄弟子で、弟弟子に山名貫義がいる。時期は不明だが弘貫の養子となり、1863年（文久3年に弘貫が亡くなると、翌年30歳で跡を継ぎ、幕府の御用を務めた。
しかし、1868年5月11日（慶応4年4月19日）に若年寄の服部常純から御用絵師の職を解かれた旨を通達される。徳川家の静岡下向に付き従おうとしたが、病身のため同行できなかった。ところがこれが幸いし、同年9月17日新政府への出仕を命じられ東京府を貫属とし家禄として現米13石を支給された。11月13日に18日に行われる明治天皇による新嘗祭で用いる砂子泥引の四季花鳥図屏風一双の制作を急遽命じられ、18日当日に奉納した。その後も新政府への画事は続き、翌1869年（明治2年）会計官租税司の図籍方へ移動、1871年（明治4年）9月大蔵省、後に内務省出仕となり、大小広範囲に渡る画事を依頼される。1875年（明治8年）内務省地理寮11等出仕を免職となるが、東京国立博物館やに現存する古画模本の多くがこれ以降に制作されたと見なせる事から、その後も官公庁や半官的な職務を請け負っていたようだ。1878年（明治11年）にアーネスト・フェノロサが来日すると、狩野友信、狩野永悳らと共に彼の日本美術研究に協力した。享年49歳。 戒名は常輕院深達廣賢居士。墓所は、『東洋美術大観』や『東京美術家墓所誌』によると護國院だが、現在は多磨霊園(3-1-32)にある。跡は息子の住吉廣一が継いだが大成せず、39歳の若さでなくなったため住吉家も途絶えた。弟子に高取稚成など。

## 作品
| 作品名       | 技法     | 形状・員数 | 寸法（縦x横cm） | 所有者         | 年代     | 落款 | 印章 | 備考 |
| ------------ | -------- | ---------- | --------------- | -------------- | -------- | ---- | ---- | ---- |
| 清少納言図   | 著色     | 1幅        |                 | 愛媛県美術館   |          |      |      |      |
| 弁才天像     | 絹本著色 | 1幅        | 115.4x50.6      | ボストン美術館 | 江戸時代 |      |      |      |
| 千早城籠城図 | 絹本著色 | 1幅        |                 | 敦賀市立博物館 | 明治時代 |      |      |      |